# Рефлексия (программирование)
Рефлексия (отражение; холоним интроспекции, англ. reflection) — процесс, во время которого программа может отслеживать и модифицировать собственную структуру и поведение во время выполнения. Парадигма программирования, положенная в основу рефлексии, является одной из форм метапрограммирования и называется рефлексивным программированием.
Во время выполнения программных инструкций (кода) компьютеры обрабатывают данные, что приводит к их изменению, при этом компьютеры не изменяют код. Однако в большинстве современных компьютерных архитектур код хранится как данные, и в некоторых языках программирования реализована возможность обрабатывать собственный код как данные, что приводит к изменению уже самого кода во время его выполнения. Такие самоизменяющиеся программы в основном создаются с помощью высокоуровневых языков программирования, использующих виртуальные машины (например, Smalltalk, скриптовые языки). В меньшей степени рефлексия используется в языках с объявляемыми или статическими типами (например, Си, ML, Haskell, F#).
Понятие рефлексии в языках программирования введено Брайаном Смитом (Brian Cantwell Smith) в докторской диссертации 1982 года наряду с понятием метациркулярного вычислителя (англ. Meta-circular evaluator) как компонента 3-Lisp.

## Рефлексивно-ориентированное программирование
Рефлексивно-ориентированное программирование, или рефлексивное программирование, — функциональное расширение парадигмы объектно-ориентированного программирования. Рефлексивно-ориентированное программирование включает в себя самопроверку, самомодификацию и самоклонирование. Тем не менее главное достоинство рефлексивно-ориентированной парадигмы заключается в динамической модификации программы, которая может быть определена и выполнена во время работы программы. Некоторые императивные подходы, например процедурная и объектно-ориентированная парадигмы программирования, указывают, что существует четкая предопределённая последовательность операций обработки данных. Парадигма рефлексивно-ориентированного программирования, тем не менее, добавляет возможность динамической модификации программных инструкций во время работы и их вызова в модифицированном виде. То есть программная архитектура сама определяет, что именно можно делать во время работы исходя из данных, сервисов и специфических операций.

## Применение
Рефлексия может использоваться для наблюдения и изменения программы во время выполнения. Рефлексивный компонент программы может наблюдать за выполнением определённого участка кода и изменять себя для достижения желаемой цели. Модификация выполняется во время выполнения программы путём динамического изменения кода.
Рефлексию можно применять и для динамической адаптации программы к различным ситуациям. Например, рассмотрим программу, использующую два разных класса X и Y для выполнения аналогичных операций. Без рефлексии в коде программы методы классов X и Y будут вызываться явно. Если программа спроектирована с применением рефлексивно-ориентированной парадигмы программирования, некоторый участок кода не будет содержать явных вызовов методов классов X и Y; программа выполнит этот участок дважды: сначала для класса X, затем для класса Y.
Примером, проясняющим преимущества рефлексии, может служить Сериализация объекта в JSON. Без рефлексии необходимо было бы явным образом указывать все имена полей класса и ссылаться на их значения для сериализации. Но рефлексия позволяет программе самой определить все имеющиеся поля и получить их текстовые имена. Таким образом, сериализация становится доступна для любого объекта без написания лишнего кода.

## Реализации
Программы, написанные на языках программирования, поддерживающих рефлексию, наделены дополнительными возможностями, реализация которых на языках низкого уровня затруднительна. Перечислим некоторые из них:
- поиск и модификация конструкций исходного кода (блоков, классов, методов, интерфейсов (протоколов) и т. п.) как объектов первого класса во время выполнения;
- изменение имён классов и функций во время выполнения;
- анализ и выполнение строк кода, поступающих извне;
- создание интерпретатора байткода нового языка.

Реализованы эти возможности могуть быть разными путями. В языке MOO рефлексия является частью ежедневной идиомы программирования. Все вызываемые методы получают в контексте информацию о том, откуда они вызваны, и ссылки на объекты, к которым они принадлежат. Безопасность контролируется программно с помощью стека вызовов: вызывается callers() для получения списка методов; проверяется, не заблокировал ли callers()[1] сам себя.
Компилируемые языки полагаются на свои среды выполнения, обеспечивающие программы информацией об их исходном коде. Скомпилированный на Objective-C выполняемый файл, например, записывает имена всех методов в один блок, создаёт таблицу соответствия. В компилируемых языках, поддерживающих создание функций во время выполнения, таких как Common Lisp, среда выполнения должна включать компилятор и интерпретатор.
Реализация рефлексии на языках, её не поддерживающих, выполняется с помощью системы трансформации программы для автоматического отслеживания изменений исходного кода.

## Примеры
Пример на C#, в котором создаётся экземпляр foo класса Foo и осуществляется вызов метода Hello, не использующий рефлексию и использующий её:
```
// Без рефлексии

new
 
Foo
().
Hello
();

// С рефлексией

Type
 
type
 
=
 
System
.
Type
.
GetType
(
"Foo"
);

var
 
foo
 
=
 
Activator
.
CreateInstance
(
type
);

foo
.
GetType
().
GetMethod
(
"Hello"
).
Invoke
(
foo
,
 
null
);

```

Аналогичный пример для ECMAScript, JavaScript и ActionScript:
```
// Без рефлексии

new
 
Foo
().
hello
()

 

// С рефлексией

 

// с допущением, что Foo лежит в this

new
 
this
[
'Foo'
]()[
'hello'
]()

 

// без допущений

new
 
(
eval
(
'Foo'
))()[
'hello'
]()

```